# ル・ピエロ
『ル・ピエロ』は宝塚歌劇団の舞台作品。花組公演。
併演作品は『朱雀門の鬼』。

## 解説
※『宝塚歌劇100年史（舞台編）』の宝塚大劇場公演のページを参照
18世紀のフランスの作家・ヴォルテールの哲学小説「カンディード」を原作とした作品。
永遠の愛を求めてさすらう若者が見た幻想的な夢物語を題材としたショー。

## ストーリー
※『宝塚歌劇100年史（舞台編）』の宝塚大劇場公演のページを参照
道化師一座のカンディードは、花形スターのクネコンダを密かに愛していた。ある日、綱渡りをする彼女に思わずキスをしてしまったカンディードは、親方に怒られ、一座を追放されてしまう。行く先々では様々な試練が彼を待ち受けていた。

## 公演期間と公演場所
- 1977年1月1日 - 2月15日[2]（新人公演：1月28日[3]）　宝塚大劇場
- 1977年4月1日 - 4月28日[4]（新人公演：4月17日[3]）　東京宝塚劇場

## 主な配役
※「（）」の人物は新人公演配役
- カンディード：安奈淳（宝純子）[3]
- クネコンダ：上原まり（島ゆり）[3]
- カカンボ：松あきら（真汐ちなみ）
- パングロス：みさとけい（寿ひづる）
- 金の歌手：高宮沙千（美野真奈）
- 妖花の歌手：高宮沙千（竹原小百合）

## 宝塚大劇場公演のデータ
形式名は「グランド・ショー」。18場。

### スタッフ
- 作・演出：酒井澄夫[2]
- 音楽[5]：寺田瀧雄、中元清純、河崎恒夫、中川昌
- 音楽指揮：橋本和明[5]
- 振付[5]：パディ・ストーン、司このみ、朱里みさを
- 装置：石浜日出雄[5]
- 衣装：静間潮太郎[5]
- 照明：今井直次[6]
- 音響：松永浩志[6]
- 小道具：万波一重[6]
- 効果：川ノ上智洋[6]
- 歌唱・合唱指導：水島早苗[6]
- 演出助手[6]：三木章雄、正塚晴彦
- 制作[6]：橋本雅夫、野田浜之助